# Halterofilismo nos Jogos Olímpicos de Verão de 2004 - Até 85 kg masculino
A competição da categoria até 85 kg masculino do halterofilismo nos Jogos Olímpicos de Verão de 2004 realizou-se no dia 21 de agosto em Atenas. Um total de 21 atletas competiram.

## Medalhistas
| Ouro   | GEO Georgi Assanidze |
| Prata  | BLR Andrei Ribakov   |
| Bronze | GRE Pyrros Dimas     |

## Resultados
| Pos. | Nome                       | Arranco (kg) | Arremesso (kg) | Total (kg) |
| ---- | -------------------------- | ------------ | -------------- | ---------- |
| 1    | GEO Georgi Assanidze       | 177,5        | 205,0          | 382,5      |
| 2    | BLR Andrei Ribakov         | 180,0        | 200,0          | 380,0      |
| 3    | GRE Pyrros Dimas           | 175,0        | 202,5          | 377,5      |
| 4    | GRE Georgios Markoulas     | 167,5        | 205,0          | 372,5      |
| 5    | CHN Yuan Aijun             | 167,5        | 205,0          | 372,5      |
| 6    | BLR Alexander Anishchenko  | 170,0        | 200,0          | 370,0      |
| 7    | ARM Tigran V. Martirossian | 167,5        | 200,0          | 367,5      |
| 8    | KOR Song Jong Shik         | 160,0        | 200,0          | 360,0      |
| 9    | COL Héctor Ballesteros     | 157,5        | 197,5          | 355,0      |
| 10   | USA Oscar Chaplin III      | 160,0        | 190,0          | 350,0      |
| 11   | KGZ Ulanbek Moldodosov     | 150,0        | 192,5          | 342,5      |
| 12   | SEY Richard Scheer         | 140,0        | 165,0          | 305,0      |
| 13   | KIR Meameaa Thomas         | 130,0        | 162,5          | 292,5      |
| 14   | GUY Julian McWatt          | 125,0        | 147,5          | 272,5      |
| —    | AUS Sergo Chakhoyan        | 175,0        | —              | DNF        |
| —    | FRA David Matam            | 167,5        | —              | DNF        |
| —    | ROU Valeriu Calancea       | 160,0        | —              | DNF        |
| —    | LBA Hamza Abughalia        | 147,5        | —              | DNF        |
| —    | COM Chaehoi Fatihou        | —            | —              | DNF        |
| —    | TUR Izzet Ince             | —            | —              | DNF        |
| —    | RUS Zaur Takhushev         | —            | —              | DNF        |